# Yogur

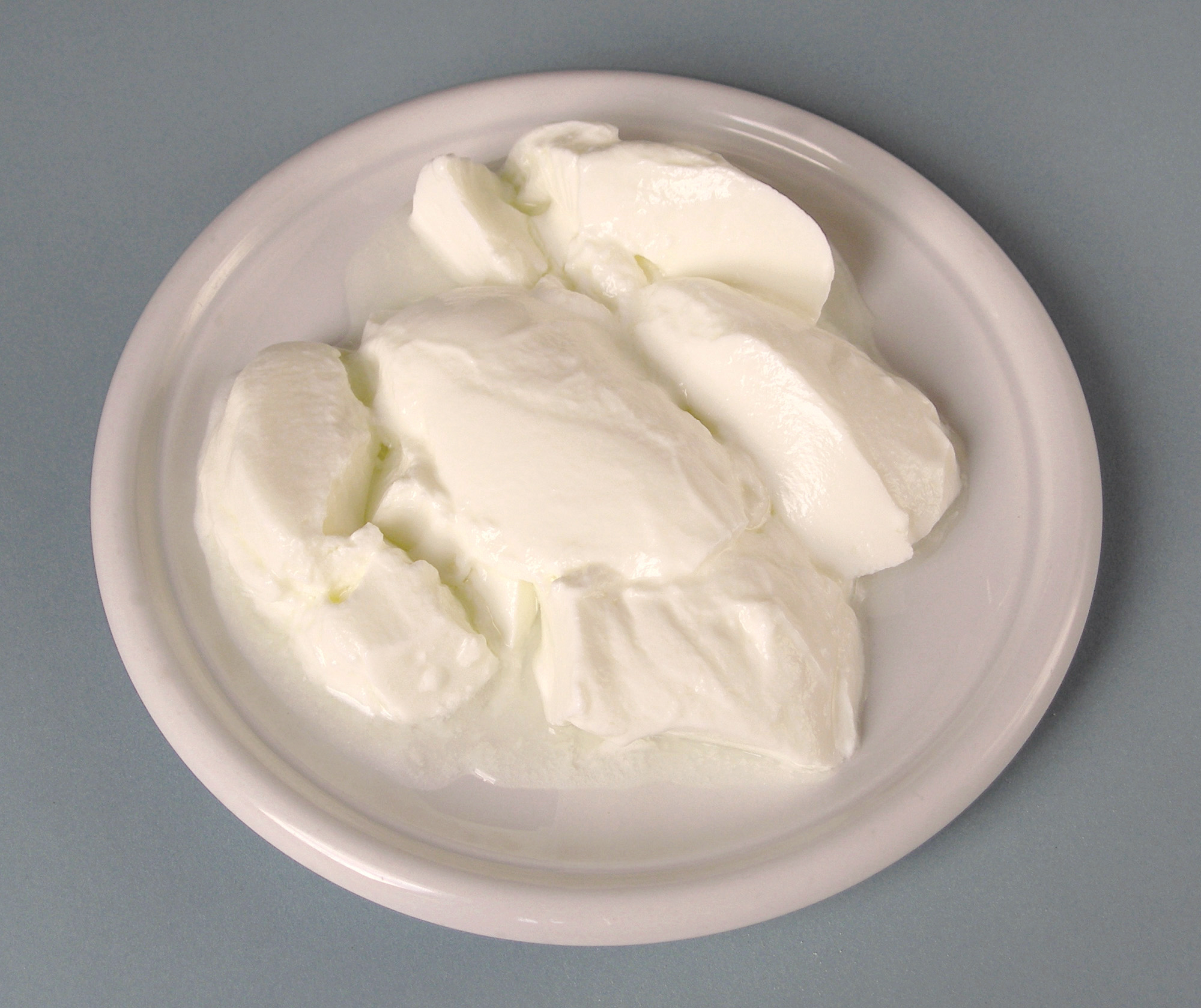
Yogur natural

El yogur (también escrito como yogurt, yoghourt, yogourt, yoghurt, yagurt) es un producto lácteo obtenido mediante la fermentación de la leche por medio de bacterias de los géneros Lactobacillus y Streptococcus. Se suelen usar varias cepas diferentes para conseguir una fermentación más completa, principalmente Streptococcus thermophilus, Lactobacillus delbrueckii ssp. bulgaricus, L. casei y Bifidobacterium bifidus.
Si bien se puede obtener a partir de cualquier tipo de leche, actualmente predomina la leche de vaca como materia prima. La fermentación de la lactosa en ácido láctico da al yogur su acidez y parte de su sabor. Esto también ayuda a que las personas con intolerancia a la lactosa puedan consumirlo sin sufrir trastornos digestivos. A menudo, se le añaden chocolate, fruta, vainilla y diversos  saborizantes.
Existe una máquina comercializable para el hogar que ayuda a elaborar este tipo de lácteo denominada «yogurtera» o «yogurera».

## Etimología
La palabra «yogur» proviene del vocablo turco yoğurt, que a su vez deriva del proto-túrquico: *yogur, ‘leche cuajada’.

## Historia

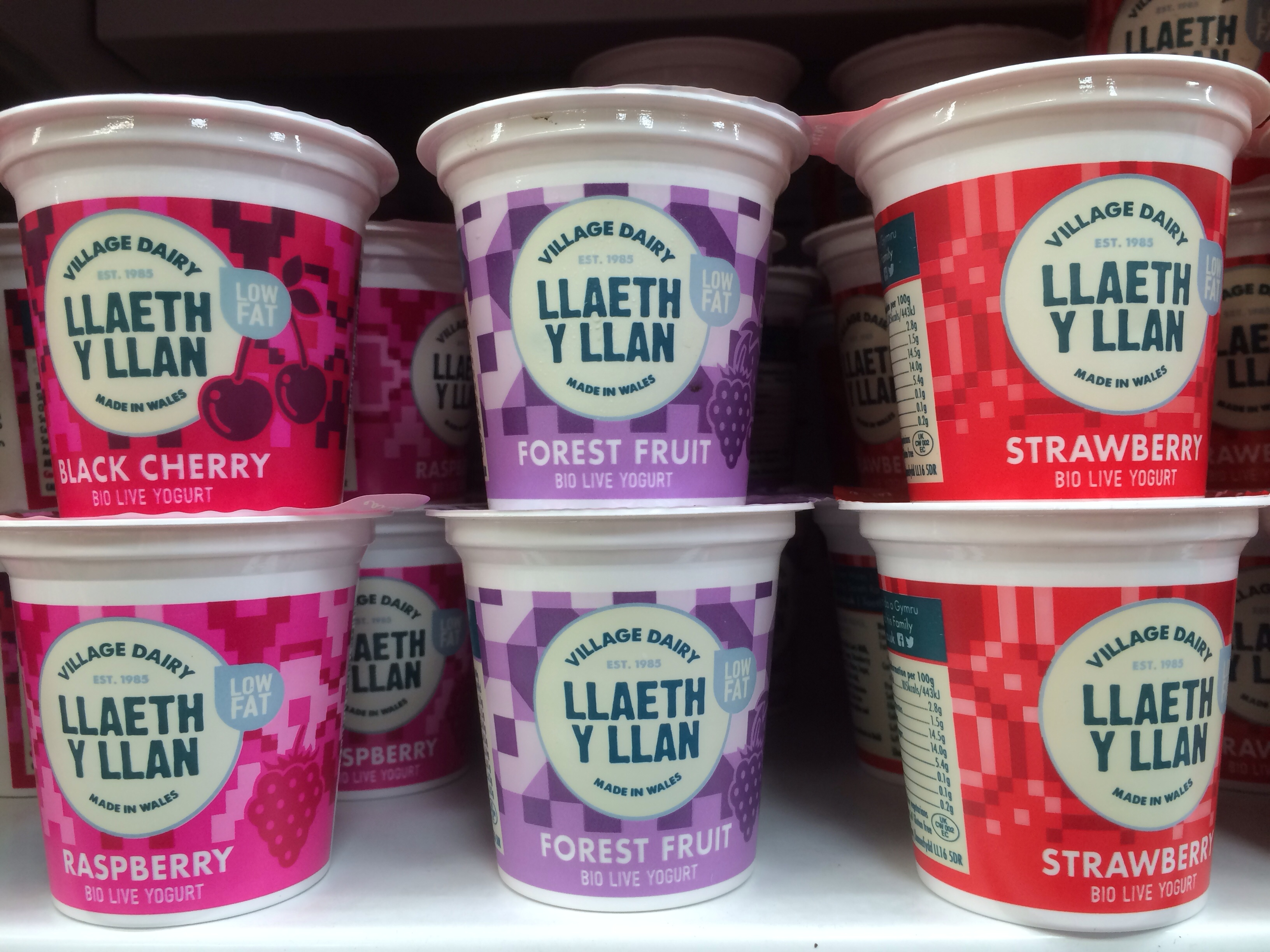
Yogur envasado

El origen del yogur se sitúa en Turquía, aunque también hay quien lo ubica en la península balcánica, Bulgaria o Asia Central. Se cree que su consumo es anterior al comienzo de la agricultura.
Los pueblos nómadas transportaban la leche fresca que obtenían de los animales en sacos generalmente de piel de cabra. El calor y el contacto de la leche con la piel de cabra propiciaba la multiplicación de las bacterias ácidas que fermentaban la leche. La leche se convertía en una masa semisólida y coagulada. Una vez consumido el fermento lácteo contenido en aquellas bolsas, éstas se volvían a llenar de leche fresca que se transformaba nuevamente en leche fermentada gracias a los residuos precedentes.
El yogur se convirtió en el alimento básico de los pueblos nómadas por su facilidad de transporte y conservación. Sus saludables virtudes eran ya conocidas en la Antigüedad. Unos siglos más tarde se descubriría su efecto calmante y regulador intestinal. Méchnikov, que recibió el premio Nobel en 1908, fue el primer científico en intuir los efectos del yogur en la flora intestinal. Demostró que este lácteo contenía bacterias capaces de convertir el azúcar de la leche -lactosa- en ácido láctico y que tal ácido hacía imposible el desarrollo de bacterias dañinas en el intestino derivadas de la descomposición de los alimentos. También descubrió la enorme cantidad de vitaminas del grupo B que contiene el yogur.
Existen pruebas de la elaboración de productos lácteos en culturas que existieron hace 4500 años. Los primeros yogures fueron probablemente de fermentación espontánea, quizá por la acción de alguna bacteria del interior de las bolsas de piel de cabra usadas como recipientes de transporte de la leche.
Las bacterias Lactobacillus bulgaricus y Streptococcus thermophilus, responsables de la fermentación de la leche, ya eran utilizadas, hacia el 6000 o 7000 a. C., por los tracios que vivían en la actual Bulgaria. Fueron ellos quienes las utilizaron para inducir la fermentación de la leche de oveja y de esa forma obtener yogur, queso, etc. dichos productos son los primeros alimentos probióticos en el mundo.
Desde Turquía se introdujo en la totalidad de la península balcánica. El reconocido científico ruso, fundador de la ciencia de la inmunología y premio Nobel, Iliá Méchnikov, describe el yogur como un excelente agente antienvejecimiento.
La bacteria que contiene este, ataca, bloquea y neutraliza las toxinas, depurando el organismo. La bacteria causante de la fermentación láctica fue descubierta en 1905 por el doctor búlgaro Stamen Grigorov, quien publicó y presentó su trabajo científico dedicado al yogur ante el Instituto Pasteur de París. En su honor, la nueva bacteria descubierta fue llamada inicialmente Bacterium bulgaricum Grigorov, aunque después pasó a denominarse Lactobacillus bulgaricus.
La bacteria, como afirmaba el científico, bloquea la proliferación de otras que son patógenas, con lo que retrasa el proceso de envejecimiento del organismo humano. Lo más sorprendente es que el Lactobacillus bulgaricus desarrolla las citadas cualidades y características solo en el territorio de Bulgaria. Trasladada a otras latitudes, la bacteria se transforma y, aunque el yogur obtenido con esa misma bacteria tiene un sabor similar al búlgaro original, sus propiedades no son las mismas, perdiendo incluso su capacidad para retrasar el proceso de envejecimiento[cita requerida]. Por consiguiente, se hace necesaria la adquisición del agente fermentador búlgaro original.[cita requerida]
El yogur permaneció durante muchos años como comida propia de la India, Asia Central, Sudeste Asiático, Europa Central, Oriental y Turquía hasta los años 1900, cuando el biólogo ruso Méchnikov expuso su teoría de que el gran consumo de yogur era el responsable de la alta esperanza de vida de los campesinos búlgaros. Considerando que los lactobacilos eran esenciales para una buena salud, Méchnikov trabajó para popularizar el este lácteo por toda Europa. Otros investigadores también realizaron estudios que contribuyeron a la extensión de su consumo.
Isaac Carasso industrializó la producción de yogur. En 1919, Carasso, que era natural de Salónica (en esos tiempos parte del Imperio otomano), inició un pequeño negocio de yogur en Barcelona, España, y lo llamó Groupe Danone ("pequeño Daniel") por el nombre de su hijo. La marca luego se expandió a los Estados Unidos bajo una versión americanizada del nombre: Dannon. El yogur con mermelada de fruta añadida fue patentado en 1933 por la lechería Radlická Mlékárna en Praga.
Este lácteo se introdujo en Estados Unidos durante la primera década del siglo XX, influenciado por el libro de 1908 The Prolongation of Life; Optimistic Studies (La prolongación de la vida, estudios optimistas) de Élie Metchnikoff. El yogur se distribuía en forma de tabletas para personas con intolerancia digestiva y para cultivo en el hogar. Fue popularizado por John Harvey Kellogg en el Battle Creek Sanitarium, donde se usó tanto oralmente como en enemas, y más tarde por los inmigrantes armenios Sarkis y Rose Colombosian, quienes iniciaron la "Colombo and Sons Creamery" en Andover, Massachusetts en 1929.
El yogur Colombo se distribuía originalmente en Nueva Inglaterra en un carro tirado por caballos inscrito con la palabra armenia "madzoon", que luego se cambió a "yogurt", el idioma turco nombre del producto, como El turco era la lengua franca entre los inmigrantes de las diversas etnias del Cercano Oriente que eran los principales consumidores en ese momento. La popularidad del yogur en los Estados Unidos aumentó en las décadas de 1950 y 1960, cuando científicos como el bacteriólogo nacido en Hungría Stephen A. Gaymont lo presentaron como un alimento saludable. El yogur natural seguía resultando demasiado ácido para el paladar estadounidense y en 1966 Colombo Yogurt endulzó el yogur y añadió conservas de frutas, creando un yogur estilo "fruta en el fondo". Esto fue un éxito y las ventas de la empresa pronto superaron el millón de dólares al año. A finales del siglo XX, el yogur se había convertido en un alimento estadounidense común y Colombo Yogurt se vendió en 1993 a General Mills, que descontinuó la marca en 2010.

## Composición

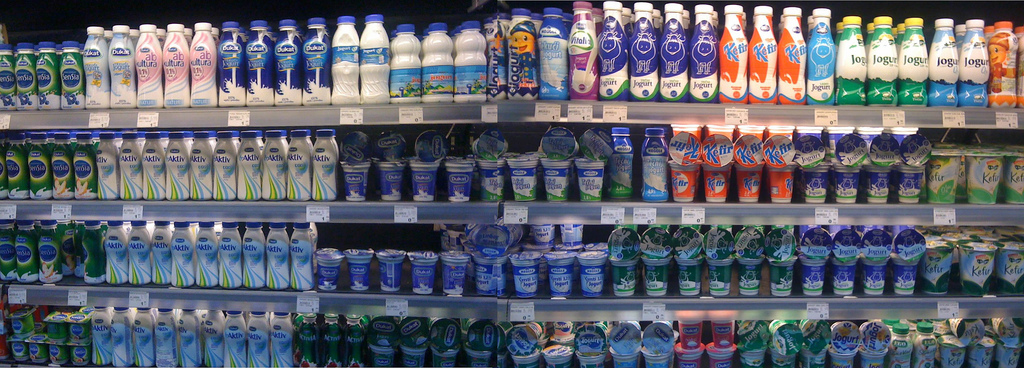
Sección de yogures en un supermercado de Sarajevo, Bosnia-Herzegovina.

El proceso de elaboración del yogur data de hace miles de años, sin embargo hasta el siglo XIX se conocían muy pocas fases del proceso productivo. El arte de producción era transmitido de generación en generación; sin embargo en las últimas décadas, este proceso se ha racionalizado, principalmente por los descubrimientos en diversas disciplinas, como la física e ingeniería química, la bioquímica y enzimología; y sobre todo la tecnología industrial.
La elaboración de este lácteo requiere la introducción de bacterias ‘benignas’ específicas en la leche bajo una temperatura y condiciones ambientales controladas. El yogur natural o de sabores de textura firme, requiere de una temperatura de envasado de aproximadamente 43 °C. y pasar por un proceso de fermentación en cámaras calientes a 43 °C. para obtener el grado óptimo de acidez; este proceso puede llegar a durar aproximadamente cuatro horas. Una vez obtenida, debe enfriarse hasta los 5 grados para detener la fermentación. En el yogur batido, el de textura cremosa, con o sin frutas, el proceso es diferente, en cuanto la fermentación se realiza en depósitos, previo al proceso de envasado, que se realiza en frío, por lo que no necesita de fermentación posterior. Las bacterias utilizan como fuente de energía la lactosa o azúcar de la leche, y liberan ácido láctico como producto de desecho; este provoca un incremento de la acidez que hace a su vez que las proteínas de la leche precipiten, formando un gel. La mayor acidez (pH 4-5) también evita la proliferación de otras bacterias potencialmente patógenas. El primer estudio bacteriológico acerca del yogur fue realizado por Grigoroff, quien detectó la presencia de tres distintos microorganismos, "diplostreptococcus".
Generalmente en un cultivo se incluyen dos o más bacterias diferentes para conseguir una fermentación más completa, principalmente Streptococcus thermophilus subsp. salivarius, miembros del género Lactobacillus, tales como Lactobacillus bulgaricus y Lactobacillus casei, y del género Bifidobacterium (antes denominadas Lactobacillus bifidus). Gracias a Metchnikoff, el yogur alcanzó gran popularidad por el postulado de que el L. bulgaricus prolongaba la vida. Para muchos países en sus normativas, el yogur como tal solo puede contener Streptococcus thermophilus subsp. salivarius y Lactobacillus delbrueckii subsp. bulgaricus; si se agregan otras bacterias, algunas legislaciones, no permiten utilizar la denominación de yogur.

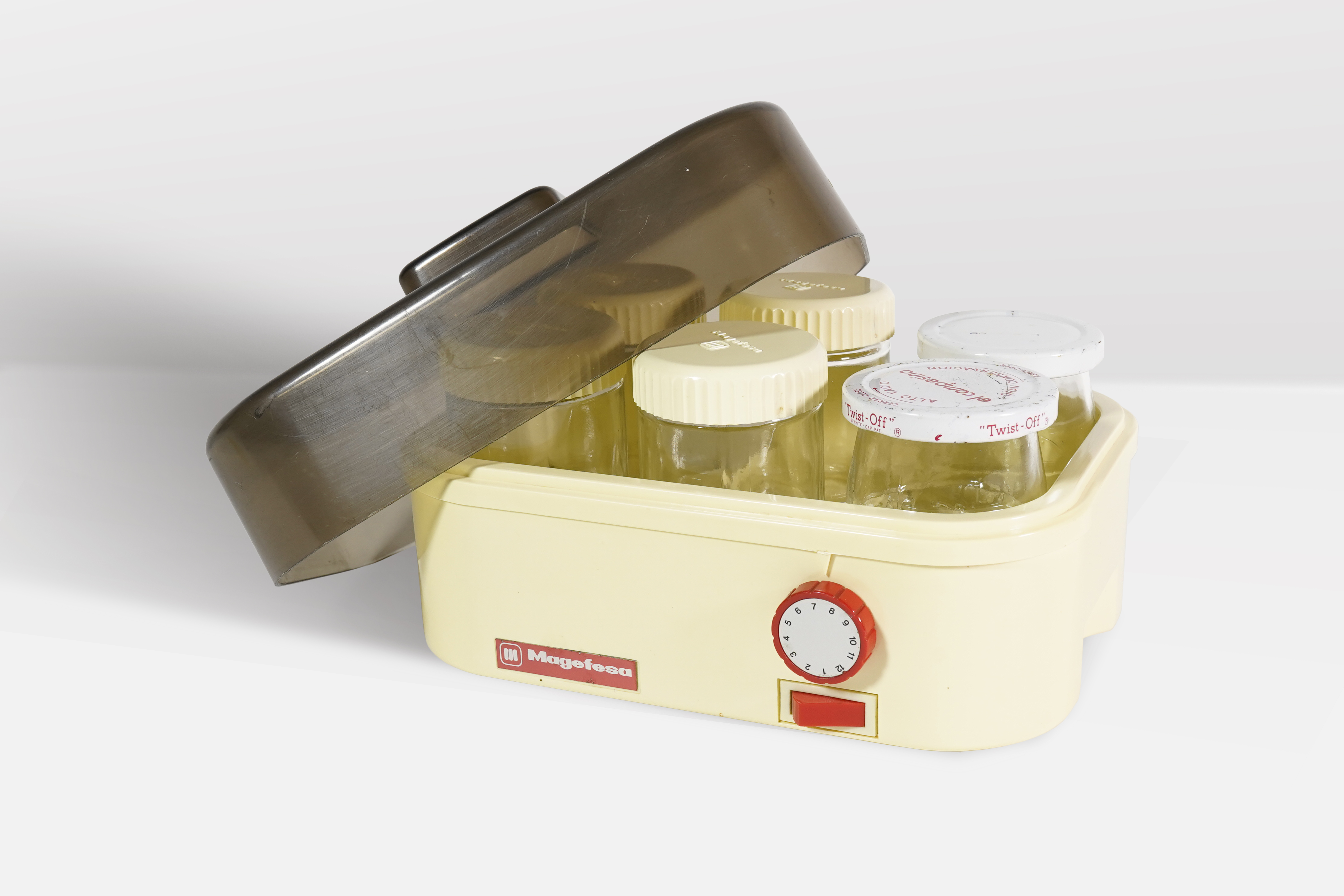
Yogurtera de fabricación española (ca 1980)

Si el yogur no se calienta hasta matar a las bacterias después de la fermentación, se vende bajo la denominación de «cultivo activo vivo» (o simplemente «vivo» en algunos países), que algunos consideran nutricionalmente superior. En España los productores de yogur se dividían entre los que querían reservar la denominación yogur para el yogur vivo y los que deseaban introducir el yogur pasteurizado bajo esa etiqueta.
La vida comercial del yogur estando en refrigeración es de tres semanas. Con la finalidad de mejorar la capacidad de conservación del mismo se crea el yogur pasteurizado o de larga duración, que tiene un periodo de conservación de meses y no necesita refrigeración. Ambas partes enviaron estudios científicos a las autoridades esgrimiendo las diferencias o las similitudes (según los intereses de cada parte) entre las dos variedades. Finalmente el gobierno francés permitió la etiqueta «yogur pasteurizado» a esta clase de yogur en lugar del antiguo «postre lácteo».
Debido a que las bacterias fermentan la lactosa contenida en la leche durante el proceso de elaboración del yogur, los individuos que presentan intolerancia a la lactosa pueden disfrutar del yogur sin verse afectados. Nutricionalmente el yogur es rico en proteínas procedentes de la leche. También contiene la grasa de la leche con la que se produjo. Pueden ser desnatados o con nata añadida como en el caso del yogur griego. En el proceso de fermentación, los microorganismos producen vitaminas del grupo B necesarias para su metabolismo, aunque reducen el contenido de algunas ya presentes en la leche como la vitamina B12 y vitamina C. Contiene minerales esenciales, de los que destaca el calcio, como en cualquier producto lácteo.
Su consumo regular se asocia con beneficios para la salud ósea, la regulación del sistema inmunológico y la prevención de enfermedades como la osteoporosis,hipertensión,diabetes tipo 2y trastornos digestivos,gracias a su perfil nutricional y su efecto modulador sobre la microbiota intestinal.